# Праздники в Токио
Токио — место проведения многих мацури (яп. 祭, фестивалей). Самые крупные — Санно-мацури в　Хиэ-дзиндзя (яп. 日枝神社, святилище Хиэ) и Сандзя-мацури в Асакуса-дзиндзя (яп. 浅草神社, святилище Асакуса). Раз в два года в мае в Токио проводится Канда-мацури, во время которого тысячи людей собираются посмотреть на парад богато украшенных повозок. В последнюю субботу июля над рекой Сумида запускают фейерверки; за этим наблюдает до миллиона зрителей. Весной зацветает сакура, и толпы японцев идут на ханами в парк Уэно, парк Инокасира и Синдзюку-гёэн (яп. 新宿御苑, императорский сад Синдзюку).
| Название фестиваля               | Место проведения                                          | Описание | Время                             |
| -------------------------------- | --------------------------------------------------------- | --- | --------------------------------- |
| Бункё-цуцудзи-мацури             | Бункё (святилище Нэдзу)                                   | фестиваль азалий | с апреля по май                   |
| Фудзи-мацури                     | Кото (святилище Камэйдо-тэндзин)                          | фестиваль глициний (японской) | с апреля по май                   |
| Хинодэ мацури                    | Оме (святилище Митакэ)                                    | фестиваль восхода Солнца | 8 мая                             |
| Катия-мацури                     | Кото (святилище Катори)                                   | фестиваль в честь молитвы Фудзивары Хидэсато о победе над мятежным Тайрой-но Масакадо. В день проведения фестиваля Хидэсато совершил подношение в виде лука и стрел в честь победы в сражении. Во время проведения Катия-мацури подношение победоносной стрелы (яп. 勝矢 катия) повторяют, затем следует военный парад | 5 мая                             |
| Канда-мацури                     | Тиёда (святилище Канда мёдзин)                            | Канда-мацури — один из трёх главных фестивалей Токио, его проводят с периода Эдо. Кульминация мацури — парад, в котором участвуют добровольцы, несущие двести переносных святынь | Май                               |
| Тэнно-мацури                     | Синагава (святилища Синагава и Эбара-дзиндзя)             | Включает небольшой каппа-мацури | начало июня                       |
| Кифунэ-мацури                    | О́та (святилище Кифунэ)                                    | | в промежутке с марта по май       |
| Кураями-мацури                   | Футю (Окунитама)                                          | Фестиваль чёрной ночи | в промежутке с марта по май       |
| Весенний праздник храма Мэйдзи   | Сибуя (храм Мэйдзи)                                       | | в промежутке с марта по май       |
| Осафунами тайсай                 | Сэтагая (храм Тамагава дайси)                             | включает ритуал хождения по песку | в промежутке с марта по май       |
| Сандзя-мацури                    | Тайто (Асакуса-дзиндзя)                                   | фестиваль проводится в честь троих мужчин, нашедших статую богини Каннон, рядом с которой в Асакусе был основан храм Сэнсо-дзи. Сандзя-мацури — один из трёх крупнейших фестивалей в Токио. Известен парадом микоси, музыкантов и танцоров                                                                             | Третьи выходные мая               |
| Сиси-мацури                      | Тосима (святилище Нагасаки)                               | фестиваль львиного танца | в промежутке с марта по май       |
| Такиги но                        | Минато (Дзодзё-дзи)                                       | ночное представление Но на открытом воздухе при свете факелов | в промежутке с марта по май       |
| Яёй-мацури                       | Тайто (у Сэнсо-дзи)                                       | организатор фестиваля — Управление пожарной охраной Токио | в промежутке с марта по май       |
| Коэндзи-ава-одори                | Коэндзи                                                   | Токийский вариант танцевального фестиваля Ава-одори с Токусимы | в промежутке с июня по август     |
| Асакуса-самба-мацури             |                                                           | | в промежутке с июня по август     |
| Сумидагава-ханаби-тайкай         | река Сумида                                               | | в промежутке с июня по август     |
| Фейерверки над Токийским заливом |                                                           | | в промежутке с июня по август     |
| Фейерверки Дзингу                |                                                           | | в промежутке с июня по август     |
| Фукагава-хатиман-мацури          | Фукагава                                                  | | в промежутке с июня по август     |
| Токио-дзидай-мацури              | Асакуса                                                   | фестиваль истории Токио (не путать с Киотосским фестивалем Дзидай-мацури) | 3 ноября                          |
| О-эсики                          | Икэгами хоммондзи                                         | | 11—13 октября                     |
| Хацумодэ                         | Храм Мэйдзи, сэнсо-дзи и другие крупные храмы и святилища | новогоднее посещение храмов | с декабря по февраль              |
| Дэдзомэ-сики                     | смотровая площадка                                        | парад пожарных | в промежутке с декабря по февраль |
| Сэцубун                          | крупные храмы                                             | | в промежутке с декабря по февраль |